# Reverdie
Pour les articles ayant des titres homophones, voir Reverdy.
La reverdie est un genre poétique du Moyen Âge. Forme mineure, elle est écrite en langue d'oïl mais compte des éléments en langue d'oc.  
L'encyclopédie Larousse la définit comme Genre particulier de la chanson des trouvères, caractérisé par son cadre printanier, son aspect poétique, et souvent aussi par la présence de personnages fictifs et allégoriques.
Il s'agit d'une pièce qui célèbre le retour de la belle saison, celui-ci étant associé à l'évocation du sentiment amoureux.  

## Exemples de reverdie
Ce fut en may que l'esté entre et que l'yver s'en part, que tous oyseaulx tendent a refourmer nouvelle generation samblable a leurs plumages, que le preu chevalier nommé Oursteau se mist au chemin pardevers la Grant Bretagne.